# Defense Procurement Manufacturing Services Inc.

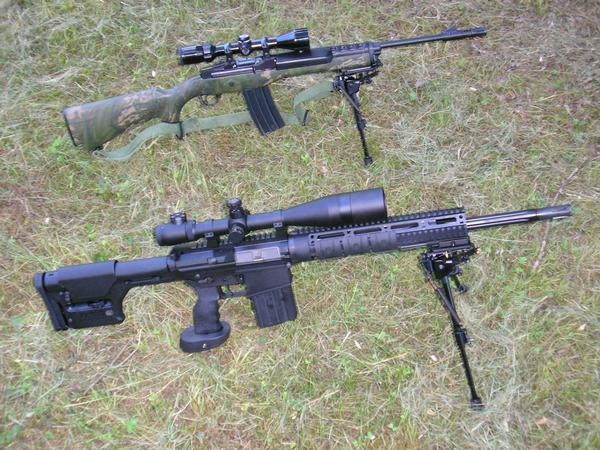
Z przodu karabin wyborowy DPMS SASS - produkt firmy DPMS

Defense Procurement Manufacturing Services Inc. (DPMS) – amerykański producent broni strzeleckiej.
DPMS została założona w roku 1986 przez Andy'ego Lutha. Firma produkuje rodzinę karabinków opartych na konstrukcji AR-15, a także akcesoria do broni strzeleckiej, m.in. celowniki optyczne Leatherwood i specjalne lufy, które znacznie zwiększają celność broni.
Wyrobem firmy jest m.in. karabinek powtarzalny DPMS A-15 Panther Pump Rifle - zewnętrznie przypomina M-16, lecz jest przeładowywany za pomocą systemu Pump action.
14 grudnia 2007 DPMS został nabyty przez Cerberus Capital Management.